# Sarmiento (departement van San Juan)
Sarmiento is een departement in de Argentijnse provincie San Juan. Het departement (Spaans:  departamento) heeft een oppervlakte van 2.782 km² en telt 19.092 inwoners.

## Plaatsen in departement Sarmiento
- Cañada Honda
- Cienaguita
- Cochagual
- Colonia Fiscal
- Divisadero
- Guanacache
- Las Lagunas
- Los Berros
- Pedernal
- Punta del Médano
- Retamito
- Tres Esquina
- Villa Media Agua